# William Berkeley (1639-1666)
Pour les articles homonymes, voir William Berkeley (homonymie) et Berkeley.
Sir William Berkeley (1639 – 1er juin 1666), gouverneur de Portsmouth et vice-amiral de l'escadre blanche. 3e fils de Charles Berkeley (2e vicomte Fitzhardinge), il trouve la mort à la bataille des Quatre Jours.

## Sources
- (en) Charles N. Baldwin, A Universal Biographical Dictionary, Containing the lives of the most Celebrated characters of every age and Nation, 1833
- (en) David Hume, The history of England, 1826